# Skalnica rozłogowa

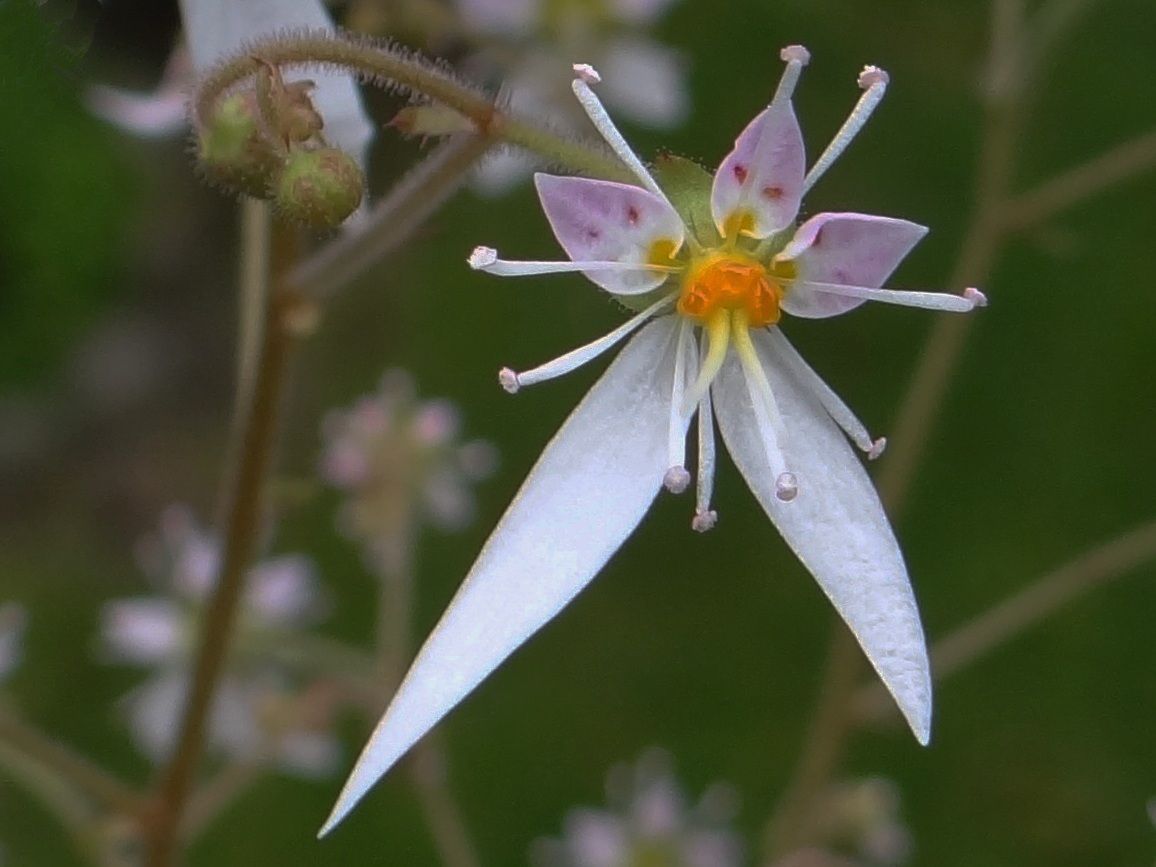
Kwiat

Skalnica rozłogowa (Saxifraga stolonifera) – gatunek rośliny z rodziny skalnicowatych (Saxifragaceae). Pochodzi z Chin i Japonii. Jest uprawiany w wielu krajach świata, w Polsce głównie jako roślina pokojowa.

## Morfologia i biologia
PokrójRoślina tworząca gęstą i niską kępę liści różyczkowych o średnicy do 30 cm i wysokości 15–20 cm. Z kępy tej latem wypuszcza długie, nitkowate rozłogi zwisające z doniczek. Powstają na nich nowe młode roślinki. Jeśli znajdą się na ziemi to zakorzeniają się. Od rozłóg pochodzi łacińska i polska nazwa gatunkowa tej rośliny.
LiściePosiada charakterystyczne, okrągłe, lśniące i gruboząbkowane liście. Na górnej stronie są oliwkowo-zielonym ze srebrnymi nerwami, na spodniej stronie purpuroworóżowe. Na górnej stronie są owłosione.
KwiatyDrobne, białe, zebrane w wiechowate kwiatostany na wzniesionych, cienkich pędach. Kwiaty ma niesymetryczne, dwa bowiem z pięciu płatków korony są dużo większe od pozostałych.
RozwójBylina, zakwita przeważnie w czerwcu. Może być uprawiana przez wiele lat, jednakże najładniej wyglądają młode rośliny, po 2-3 latach stają się nieładne, najlepiej je więc co taki czas odnawiać za pomocą młodych roślinek wytwarzanych na rozłogach. Roślinki takie w ciągu jednego sezonu wegetacyjnego osiągają dojrzałość do kwitnienia.

## Zastosowanie
Uprawiana jest jako roślina ozdobna, głównie ze względu na swoje ozdobne liście oraz rozłogi z młodymi roślinkami, które zwisają z doniczek. W związku z tym najlepiej uprawiać ją w doniczce wiszącej. Nadaje się także jako roślina okrywowa do pojemników z większymi roślinami. Oprócz typowej formy gatunku uprawiana jest odmiana `Tricolor` o głęboko powcinanych liściach z białym i czerwonym obrzeżeniem. W krajach o cieplejszym klimacie skalnica rozłogowa uprawiana jest również w ogródkach, szczególnie skalnych.

## Uprawa
- Wymagania. Jest łatwa w uprawie. Najlepiej rośnie w pobliżu okna, ale zasłonięta od bezpośredniego światła słonecznego. Wystarcza jej normalna ziemia kwiatowa, konieczny jest drenaż na dnie doniczki. Woli pomieszczenia chłodniejsze, optymalna dla niej temperatura to latem 13-17oC, zimą w dobrze ogrzewanym pomieszczeniu rośnie źle. Nie jest natomiast tak wrażliwa na suche powietrze, jak wiele innych roślin pokojowych, ale zimą przy centralnym ogrzewaniu od czasu do czasu można ją spryskiwać wodą.
- Zabiegi uprawowe. Podlewa się dość często, tak, by ziemia stale była wilgotna. Zakurzone liście czyści się przez spryskiwanie wodą. Nie wolno używać środków do nabłyszczania liści. Latem nawozi się jeden raz na miesiąc wieloskładnikowym nawozem połową normalnej dawki. Przesadza się do większej doniczki raz do roku (na wiosnę).
- Rozmnażanie. Bardzo łatwo się rozmnaża przez wytwarzane na rozłogach młode roślinki, które odcina się od macierzystej rośliny i sadzi do nowej doniczki z ziemią. Przyjmują się łatwo.